# Viên Ngỗi
Viên Ngỗi (chữ Hán: 袁隗; ?-191) là đại thần cuối thời Đông Hán trong lịch sử Trung Quốc.

## Sự nghiệp
Viên Ngỗi có tên tự là Thứ Dương, người Nhữ Dương thuộc nước Nhữ Nam. Ông là dòng dõi quan lại cao cấp nhà Đông Hán. Tổ 4 đời là Viên An làm chức Tư đồ thời Hán Chương Đế, ông nội là Viên Sưởng làm chức Tư không đời Hán An Đế, cha là Viên Thang làm Tư đồ thời Hán Hoàn Đế, anh là Viên Phùng làm Tư không thời Hán Linh Đế. Vì vậy sử thường gọi nhà họ Viên 4 đời làm Tam công (Tư đồ, Tư mã, Tư không), danh vọng rất cao.
Nhờ gia thế hiển hách, Viên Ngỗi bước vào quan trường thuận lợi.
Đầu năm 189, Hán Linh Đế qua đời. Con Hà hoàng hậu là thái tử Lưu Biện lên nối ngôi, tức là Hán Thiếu Đế. Viên Ngỗi được đưa lên địa vị Tam công, làm chức Thái úy, cùng ngoại thích Đại tướng quân Hà Tiến đảm nhiệm công việc Thượng thư 6 Bộ.
Không lâu sau Hà Tiến bị hoạn quan giết hại, Đổng Trác vào Lạc Dương thao túng triều đình. Cháu Viên Ngỗi là Viên Thiệu (con người anh là Viên Phùng) đang giữ chức Hổ bôn trung lang tướng không địch nổi Đổng Trác phải bỏ Lạc Dương chạy về quận Bột Hải.
Mượn cớ thiên tai, trời hạn hán không mưa, Đổng Trác quy trách nhiệm cho Tư không Lưu Hoằng, đề nghị Hà thái hậu và Viên Ngỗi bãi chức Hoằng, để tự mình thay làm Tư không. Sau đó Đổng Trác phế truất và giết Hán Thiếu Đế, lập Hán Hiến Đế lên ngôi.
Để lấy lòng Viên Thiệu, Đổng Trác phong Viên Thiệu là Thái thú Bột Hải. Nhưng ít lâu sau Viên Thiệu hiệu triệu các chư hầu chống lại Đổng Trác vì tội phế và giết vua Thiếu Đế. Có 10 chư hầu hưởng ứng Viên Thiệu.
Đổng Trác căm thù Viên Thiệu, bèn bắt Viên Ngỗi cùng toàn gia tộc họ Viên ở Lạc Dương, tất cả hơn 20 người mang giết chết.

## Trong Tam Quốc diễn nghĩa
Viên Ngỗi xuất hiện trong tiểu thuyết Tam Quốc diễn nghĩa của La Quán Trung khá mờ nhạt. Ông chỉ được nhắc đến tại hồi 5 khi bị Đổng Trác sát hại cả nhà.